# Niki Koss
Niki Koss (Los Ángeles, California, 15 de febrero de 1994) es una actriz estadounidense.

## Biografía
Comenzó su carrera con tan solo 4 años de edad en la película The Pearl, donde interpretó a Meghan, más tarde ha tenido papeles secundarios en varias películas hasta sus papeles protagónicos en Scouts Guide to the Zombie Apocalypse y My Stepdaughter, donde interpretó a Casey.
En 2016 se confirmó que sería una de las protagonistas de la nueva serie de Freeform Famous in Love, donde interpreta a Alexis Gleen, una chica que compite para ganar un papel en una película y que esconde varios secretos.

## Filmografía
| Cine       | Cine                                  | Cine          | Cine                   |
| Año        | Título                                | Rol           | Notas                  |
| ---------- | ------------------------------------- | ------------- | ---------------------- |
| 2005       | The Pearl                             | Meghan        |                        |
| 2013       | Red Wing                              | Mary Ann      |                        |
| 2013       | Augury                                | Felicity      | Cortometraje           |
| 2014       | A Teenage Drama                       | Jenny         | Cortometraje           |
| 2014       | The Appearing                         | Dawn          |                        |
| 2015       | Losing It                             | Mackenzie     | Cortometraje           |
| 2015       | Girl on the Edge                      | Jennifer      |                        |
| 2015       | My Stepdaughter                       | Casey         |                        |
| 2015       | Scouts Guide to the Zombie Apocalypse | Chloe         |                        |
| 2016       | Trafficked                            | Jessie        |                        |
| 2016       | Antisocial.app                        | Stacey        |                        |
| Televisión |                                       |               |                        |
| Año        | Título                                | Rol           | Notas                  |
| 2016       | The Monroes                           | Noelle Monroe | Película de televisión |
| 2017–18    | Famous in Love                        | Alexis Gleen  | Elenco principal       |